# 173. rezervní divize (Wehrmacht)
173. rezervní divize (německy 173. Reserve-Division) byla pěší divize německé armády (Wehrmacht) za druhé světové války.

## Historie
Divize byla založena 17. července 1942 a umístěna do Chorvatska. 9. března 1944 byla divize přesunuta do Protektorátu Čechy a Morava. Její části byly umístěny na vojenský výcvikový prostor Milovice - Mladá, kde byla 11. března 173. rezervní divize 1944 použita pro sestavení pěší divize Milovice.